# Draadstaal
Draadstaal is een satirisch televisieprogramma van het cabaretduo Jeroen van Koningsbrugge en Dennis van de Ven. Het programma werd oorspronkelijk van 14 september 2007 tot en met 24 december 2009 uitgezonden door de VPRO op Nederland 3 en geproduceerd door CCCP. Na de overstap van producent CCCP naar Talpa mochten de oorspronkelijke titel en de typetjes niet meer gebruikt worden en werd Neonletters gemaakt als opvolger. Op 20 mei 2015 keerde het programma, wederom onder de naam Draadstaal, terug bij AVROTROS waar het tot op heden te zien is.
Het programma was ook op de radio te beluisteren, als vast onderdeel van het 3FM-programma 3VOOR12 op elke maandag-, dinsdag- en woensdagavond om kwart over elf.

## Terugkerende personages
Naast willekeurige typetjes die vaak zijn geïnspireerd op actualiteit is er ook een aantal vaste personages:
Fred en Ria Onderbuik:
Een enigszins conservatief echtpaar met een laag inkomen. Fred windt zich graag op over misstanden in de maatschappij. Ofschoon Ria wat genuanceerder en slimmer over sommige zaken denkt, heeft Fred thuis de broek aan en dus gelijk. Fred is bovendien geneigd spreekwoorden te contamineren dan wel verhaspelen. Ria dwaalt een keer te vaak af tijdens dialogen waarna Fred haar met een kortstondig "Ria..." of "klep Rie!" bij de les houdt. Toen de serie in 2015 weer op tv kwam, leek het erop dat Fred niet in zijn kenmerkende trui kon verschijnen; deze was namelijk kwijt. Jeroen zei op Twitter dat hij verbrand was op last van CCCP, nadat zijn volgers hem meldden dat ze een acteur de trui zagen dragen in Rambam, dat ook door CCCP werd geproduceerd. Na een zoektocht werd er uiteindelijk een identiek, vervangend exemplaar gevonden waardoor Freds outfit ongewijzigd bleef. Fred en Ria zijn de bekendste figuren uit het programma en zijn in bijna alle afleveringen te zien, op slechts 4 na.
Citaat (Fred): "Dan begin ik meteen aan mijn schuldgevoel te knagen. (...) We zitten wat krap bij de portefeuille. (...) Je moet zó op je hoede lopen."
Sayid:
Een gastarbeider die al bijna veertien jaar in Nederland werkt. Sayid was altijd erg enthousiast en positief maar is vanwege de verandering in de houding jegens allochtonen verbitterd geworden.
Citaat: "Dat was echt niet leuk, nee." ; "En die politie gaf mij boet!"
Sketches met Sayid worden altijd afgesloten met het nummer "Holland" van Sufjan Stevens.
Joop en Leon:
Joop en Leon zijn respectievelijk snackbarbezoeker en snackbarhouder, van de snackbar genaamd "Leon's Kipkorner". Joop maakt tijdens de bereiding van zijn bestelling, meestal kipcorns, claims over zijn leven dat hij interessant probeert te maken met exotische ziektes en problemen. Leon is nooit te beroerd hem op de feiten te wijzen en Joop weer terug op de rails te zetten. Echter wanneer Leon een (echt) probleem heeft dat hij na aandringen van Joop wil vertellen claimt Joop dat hij "hier heel slecht in is" en verlaat de snackbar.
Citaat (Joop): "Ja smoodwings ... stemmingswisselingen."
Sketches met Joop en Leon worden altijd begonnen met het nummer "Les Rues de la Grande Ville" van Michel Fugain, en afgesloten met het nummer "Invitation to the Blues" van Tom Waits.
Ruben:
Ruben is een cliché computernerd, die filmpjes van zichzelf opneemt met de webcam. De filmpjes worden 'geknipt' uitgezonden in het programma. Hierin vraagt hij aandacht voor zichzelf en zoekt hij meestal hulp van anderen ("Kun jij me vertellen hoe het moet? Het lijkt me zo vies"). Typerend voor Ruben is dat hij zichzelf altijd verspreekt en daardoor gefrustreerd raakt. Uiteindelijk wordt hij verdrietig en begint hij te huilen. In seizoen 8 heeft Ruben een eigen talkshow, de Ruben de Puben Show.
Citaat: "Hai. Ik ben Ruben, een spontane jongen uit het noorden van het oosten van het land... Kak!"
Bert & Teun ('de boeren'):
Boer en boerin. Bezitten enkele koeien, schapen en gewassen. Bert en Teun blijven ondanks hun kwakkelende financiële situatie de moed erin houden.
Citaat: "Van koeien kunnen we amper meer rondkomen, je komt dan vanzelf terecht bij de dierenporno. Met dierenporno lopen we quitte ... financieel gezien."
De interviewer en The man on the street:
Een 'willekeurige voorbijganger' die straatinterviews saboteert door zich onmogelijk te gedragen. Wanneer de interviewer besluit daar zijn tijd niet aan te verdoen reageert de voorbijganger geagiteerd omdat "een mening die u niet aanstaat maar wordt genegeerd."
Citaat: Ik heb zelf geen mobiel meneer (...) We vragen het de mensen op straat... meneer (...) Dat vind ik gewoonweg belachelijk meneer (...) zhe men on zhe street strikes again!
Jan & Ferdi:
Twee obese mannen. Jan en Ferdi zijn beste vrienden, ze zitten vaak samen op de bank te vreten. Jan en Ferdi hebben hun eigen idee van wat dikke mensen voor de samenleving te betekenen hebben. Hun houding is voornamelijk als apathisch te typeren. Hilarisch is het kleine witte autootje waarin ze zich voortbewegen.
Citaat: "Wij bewegen net als vrachtwagens."
Pastoor Adriaans:
Een pastoor die bijna altijd dronken is. Hij praat veel over de wijnen (het bloed van Christus) die hij drinkt in de kerk. Hij komt vaak niet goed uit zijn woorden en weet bijna niks over het geloof. Hij heeft nog slechts één bezoeker in zijn kerk.
Citaat: Och god, hoe heet die kerel nou...
Citaat: Deze wijn is erg...
De eerlijke man:
Deze meneer vult zijn dagen met mensen wijzen op hun negatieve eigenschappen. Bij voorkeur de eigenschappen waar ze niets aan kunnen doen als een handicap of een verbrand gezicht. Hij ziet het als zijn taak de mensen een goed perspectief te geven in hoe de maatschappij hen ziet.
Citaten: "Jij bent gehandicapt hè? Dat zag ik meteen. (...) Maar je moet eens niet zo kwijlen, dat doen normale mensen ook niet. Werk daar eens aan." (Tegen een basketballer in een rolstoel:) "En wat ik ook mis, en dan ben ik heel eerlijk hè, is het dunken."
Lennert & Koos ('de homo's'):
Lennert en Koos zijn een homokoppel, waarvan Koos veel weg heeft van Queen-zanger Freddie Mercury. Koos heeft een sterk Amerikaans accent. Ze praten doorgaans over problemen waarmee homo's te maken krijgen in de maatschappij, zittend op een bank in de woonkamer. Sketches eindigen altijd met een imponerende preek van Koos, die gaat staan en plotseling wordt belicht door een felroze spot met op de achtergrond een projectie.
Citaat: "Niets is er lekkerder, als kesláken woarden met a swéép!" (Koos)
Dolsma & Van Wanten:
Dolsma & Van Wanten zijn een Nederlandstalig popduo. Het is een parodie op duo's als onder andere Acda en De Munnik. Dolsma en Van Wanten hebben vaak onderling wat spanningen, omdat Dolsma vaak in zijn songteksten een reiger verwerkt.
Citaat: Bij jou is alles een reiger! Me moeder is een reiger, ik woon in een reiger, geef mij een emmer reiger! Donder toch op met je klotereiger! Mag ik een broodje reiger, en een reigersapje, graag?
Theo & Victor:
Theo & Victor zijn twee Brabanders en hebben een eigen televisiezender: Theo & Victor's TV Televisie. Daarop verzorgen zij een cursus Brabants onder de titel: Heddegijdagezeedgehadjamindedawerkelukwoarhoedoedegijdahoedoedegijdahoeheddegijdagedoan. Toen deze videocursus was afgesloten kwamen ze met andere cursussen, waarbij steeds uitdrukkelijk benadrukt werd dat ze een onderdeel waren van bovenstaande.
Citaat: Zin 6. Nee, anders jij wel. Nee, anders jij wel. TUUT. Nee, gij kut. Nee, gij kut.
Citaat: punt bee-er he! Houdoe!
De kabouters:
De twee kabouters zijn ongeveer 20 cm lang en voelen zich altijd achtergesteld, gediscrimineerd of gekleineerd door de mensheid. Hier beklagen ze zich over met een hoop getier en gescheld. Ze verschijnen veelal op straat, zittend of rondhangend in de buurt van een stoeprand. In de aflevering in het Rijksmuseum (18 oktober 2009) hebben de kabouters het model van schip Prins Willem gekaapt omdat zij het belachelijk vinden dat 'de mensen' alleen maar bezig zijn met kunst met de grote K en eisen onder andere respect voor het werk van Rien Poortvliet. Hij zette zich immers, met al zijn tekeningen van kabouters, in voor kunst met de kleine k.
Een sketch met de kabouters begint met de intro van Paranoid van Black Sabbath.
Citaten: "Potverdomme!" (...) "Fok!"
Ruud Stomp:
Een voormalig hippie en vrijheidsstrijder die met lede ogen moet aanzien hoe de wereld is veranderd. Hij vindt dat alles tegenwoordig veel minder leuk is dan de jaren 70 waren en hij lijkt niet goed te weten wat hij nu met zijn leven aan moet.
Citaat: "Dat was vroeger wel anders; Maar dat is nu al lang niet meer zo; Dat waren pas tijden"
DJ Otto:
DJ Otto is een dj die het leuker vindt om geld aan goede doelen uit te geven om daarmee zichzelf in de schijnwerpers te zetten, dan dat hij zich echt bekommert om het goede doel zelf.
Citaat: Ich bin Otto, und I really care
De Vuilnismannen:
Bert en Bart zijn 2 vuilnismannen die tevens goede vrienden zijn. Bart is altijd optimistisch en vrolijk, terwijl Bert het maar een klotebaan vindt. Ze spreken elkaar meestal aan met het woord gast. Ze verbazen zich er vaak over wat de mensen allemaal weggooien.
Citaat: Aah gast...
Dean en Graat:
Dean en Graat zijn twee vrachtwagenchauffeurs die met elkaar praten over zaken als werk en vrouwen. Na drie afleveringen gaat Dean dood en is Graat de enige die zijn geest kan zien.
Citaten: "Graat voor Dean, Graat voor Dean over...over" (...) "Hey ouwe rukker"
Henk de biljarter:
Henk is een man van middelbare leeftijd, hij is altijd te vinden in het plaatselijke café, terwijl hij eigenlijk slecht is in biljarten is dit toch zijn grootste hobby. Tijdens het interview geeft hij zijn eigen kijk op recent nieuws. Daarin gebruikt hij al altijd biljarttermen, om een situatie te duiden. Hij eindigt vrijwel altijd met de opmerking "Belinda, doe mij nog een cola-tic."
Citaat: "Belinda, doe mij nog een cola-tic."
Rufus:
Een schilder die de kijker graag zijn mening geeft over van alles en nog wat, maar uiteindelijk alles op het doek uitbeeldt door het schilderen van naakte, jonge vrouwen.
Citaat: "Jawel, Meneer"
Bejaardentehuis Almere 2070:
Twee bejaarden in het bejaardentehuis van de toekomst, die meestal klagen over hoe zij worden verwaarloosd door hun kinderen en de maatschappij, en herinneringen ophalen over gebeurtenissen die voor de kijker nog niet eens gebeurd zijn, zoals de invasie van de Chinezen.
Citaat: "De Chinezen komen eraan, wegwezen"
De Wonderkinderen:
Dit zijn twee heel intelligente baby's die altijd in de kinderwagen zitten. Ze praten altijd over hoe slecht hun ouders hun opvoeden en de problemen in de wereld. Ze weten ook dat hun vader een geheime relatie heeft met de buurvrouw en hier vertellen ze ook over.
Citaat: "Ja wij weten heus wel dat pappa vieze dingen aan het doen is met de buurvrouw" (...) "Dat is echt gênant"
Mandy en Lisa:
Twee meiden uit Rotterdam, die constant hun lippen glossen. Ze gebruiken in hun spraak in elke zin het werkwoord lopen. Het tweetal verscheen oorspronkelijk in Neonletters en daarna ook in ZaterdagavondJURK!.
De Weerman:
De weerman is presentator van het weerbericht na het nieuws. Voor hij met het weer begint, vraagt hij altijd aan Simone of je kunt zien dat hij geplast heeft. Presenteren is niet zijn sterkste kant, zijn weerberichten zijn onzin en hij weidt vaak uit over andere dingen. Aan het eind van zijn weerbericht laat hij altijd kijkersfoto's van het weer zien. Meestal worden deze door Gerben ingestuurd. Ten behoeve van zijn internationale doorbraak, wil de weerman zich nog weleens presteren als The Againman. Daartoe heeft hij ook een eigen twitteraccount. Net als Mandy en Lisa verscheen De Weerman oorspronkelijk in Neonletters en daarna in ZaterdagavondJURK!.

## Einde van Draadstaal
Na de uitzending van de kerstspecial (de laatste uitzending onder de titel Draadstaal) werd op de site van het programma gezegd, dat het nieuwe seizoen in april 2010 te zien zou zijn, maar in 2010 werd dit aangepast naar medio 2010. Op 14 augustus 2010 werd bekendgemaakt, dat Draadstaal zou gaan stoppen. Dennis van de Ven en Jeroen van Koningsbrugge wilden van het productiebedrijf CCCP overstappen naar Talpa, waar het duo samen met CCCP eerder Nieuw Dier maakte en Van Koningsbrugge Ik hou van Holland. Van de Ven stond echter onder exclusief contract bij CCCP, die daarom naar de rechter stapte. Deze besloot dat het contract met Dennis kon worden opengebroken na het betalen van een schadevergoeding. Dat gebeurde, waarna het duo aan de slag ging met een nieuw programma, genaamd NeonLetters. Het programma werd vanaf 10 september 2010 uitgezonden door de AVRO. De titel NeonLetters is vermoedelijk een verwijzing naar de manier, waarop het logo van Draadstaal is vormgegeven.

## Terugkeer van Draadstaal
In de DWDD-uitzending van 23 april 2015 werd door Jeroen van Koningsbrugge en Dennis van de Ven aangekondigd dat Draadstaal, na 5 jaar afwezigheid, terugkeert op televisie vanaf 20 mei 2015 bij AVROTROS op NPO 3. Het nieuwe Draadstaal wordt noch door Talpa, noch door CCCP geproduceerd maar door een nieuwe Draadstaal BV. Wel werkt het team van CCCP dat oorspronkelijk aan de serie werkte nu weer mee.

## Nevenprojecten
In april 2010 maakten Dennis en Jeroen bij De Leeuw op Zondag bekend dat ze aan een Draadstaalfilm werkten. Kort hierop volgde het conflict met CCCP en het oorspronkelijke einde van de serie, waardoor de film er nooit kwam. Toen de familie Froger de serie De Frogers: Effe geen cent te makken maakte, had Jeroen het idee om Fred en Ria in hun huis te laten wonen, mogelijk als spin-off van Draadstaal. John de Mol vond het een goed idee, maar de VPRO weigerde met hem samen te werken. Daardoor kwam ook dat project niet van de grond. Momenteel zijn er plannen om een kinderversie van Draadstaal te maken. De bekende personages worden hierin gespeeld door kinderen.

## Dvd's
In oktober 2008 bracht de VPRO een box van drie dvd's met afleveringen van het eerste seizoen Draadstaal uit. Op de website werd iedereen die niet lachte bij het zien van de dvd's beloofd dat hij zijn geld terug zou krijgen. Er werd één video op de site geplaatst van een man die niet had gelachen en daarom zijn geld terugkreeg.
Eind 2009 volgden seizoen 2 en 3 op dvd, die gebundeld werden uitgegeven. Op de eerste druk van de dvd's ontbrak een aflevering, die de VPRO vervolgens terughaalde en verving.
Eind mei 2010 maakte de VPRO bekend dat het vierde seizoen ook op dvd zou verschijnen. De dubbel-dvd kwam uit op 9 september, één dag voordat het nieuwe programma NeonLetters voor het eerst te zien was. De dvd van seizoen 5 met ook de kerstspecial kwam eind oktober van dat jaar uit.